# هیو مرسر
هیو مرسر (انگلیسی: Hugh Mercer; ۱۶ ژانویهٔ ۱۷۲۶ – ۱۲ ژانویهٔ ۱۷۷۷) پزشک و فرد نظامی اهل پادشاهی بریتانیای کبیر بود.